# Herman Schultz

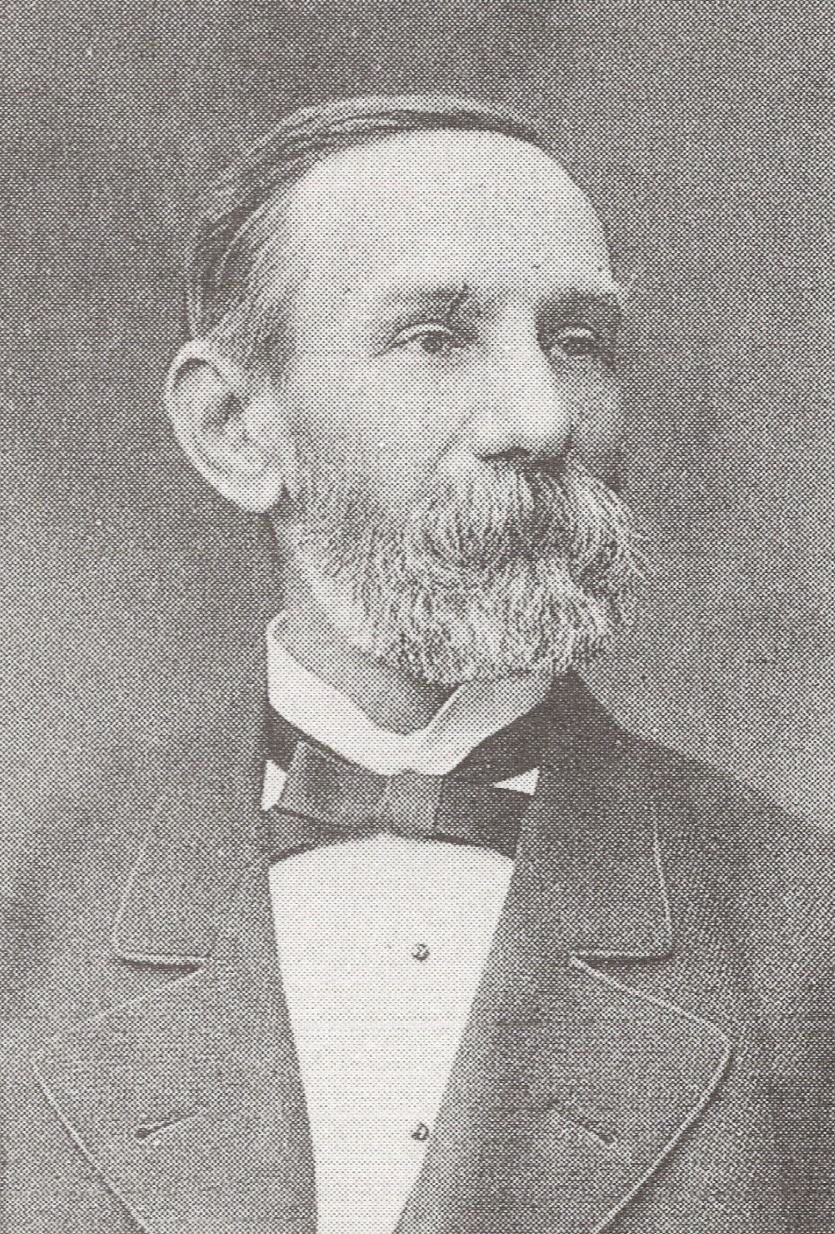
Herman Schultz.

Per Magnus Herman Schultz (Nykvarn, Suecia; 7 de julio de 1823-Estocolmo, 18 de mayo de 1890) fue un astrónomo sueco.
Desde 1873 fue miembro de la Real Sociedad de Ciencias de Upsala y desde 1875 de la Real Academia de las Ciencias de Suecia. Fue profesor de astronomía en la universidad de Upsala y director del observatorio de la misma ciudad.